# 존 스타인벡
존 언스트 스타인벡(John Ernst Steinbeck, Jr. 1902년 2월 27일 ~ 1968년 12월 20일) 은 미국의 사실주의 (문학) 소설가이며, 미국 경제구조의 모순으로 고통받는 노동자들의 가난한 삶을 사실 그대로 묘사하는 작품활동을 하였다. 윌리엄 포크너와 어니스트 헤밍웨이의 뒤를 이은 미국의 대표적인 작가로 손꼽히며, 그의 작품은 따뜻한 인간미가 넘치는 문체에 특징이 있다.

## 경력

### 성장과정
존 언스트 스타인벡은 1902년 2월 27일, 미국 캘리포니아주에서 태어났다. 그는 아버지 존 스언트 스타인벡 3세와 어머니 올리브 해밀턴사이에서 외동아들로 태어났다. 그가 태어난 고향은 농업지역이었기 때문에, 스타인벡은 농업 노동자들의 삶을 이해하면서 자랄 수 있었다. 1920년 스탠포드 대학교에 영문학과 학생으로 입학하였으며, 대학생 시절 목장, 도로공사장, 목화밭,제당공장에서 일했다. 이때의 노동경험은 훗날 스타인벡이 작가가 되었을 때 밑바닥 인생들의 삶을 이해할 수 있게 하였다. 《서사문학의 창작》(조정래, 조남철 같이 씀, 한국방송통신대학교 출판부)에 따르면 스타인벡은 산림관리원으로 일할 때가 제일 행복했다고 한다. 숲을 관리하는 임금노동을 하면서 틈틈이 숲과 새, 다람쥐, 나비같은 곤충들과 함께 글을 쓰는 즐거움을 즐겼기 때문이다.

### 작품활동

#### 승산없는 싸움
대학교를 중퇴한 그는 <뉴욕 타임스>지의 기자로 일했으며, 1929년 해적 소설 《황금의 잔》으로 문단에 등장하였고 <생쥐와 인간>으로 유명해졌다. 1936년 스타인벡은 미국 공산주의 운동을 소재로 한《의심스러운 싸움》(영어: In Dubious Battle)을 발표하였다. 《의심스러운 싸움》은 1936년 미국 출판계의 베스트셀러가 되었다. 공산주의자가 착취받는 과수원 노동자들의 파업투쟁을 조직한다는 소설의 내용은 당연히 이념논쟁을 불러와서, 당시 우파들은 공산주의자들의 동정을 끌어 모으려 했다고 비난하였다. 하지만 그의 작품은 노동운동이 활발하던 미국 사회의 모습을 소재로 한 즉, 시대상황에 적절한 것이었다. 실제로 1935년부터 1937년까지의 2년 동안 노조 조직률은 10%에서 20%로 두 배 이상 뛰어 올랐으며, 노동운동의 성격도 숙련노동자들의 노동조합 결성에서 산업별 노동조합 결성으로 바뀌고 있었다.
1939년에는 노동자들과 같이 일한 경험을 소재로 한《분노의 포도》를 발표하였다. 스타인벡은 이 작품에 토지 소유주인 은행에 의해 농장을 빼앗긴 조드 일가를 등장시켜, 지주, 은행, 경찰의 노동자들에 대한 탄압을 고발하였다. 그래서 오클라호마주 등의 여러 주에서는 금서로 지정되고, 책이 불태워졌다. 미국 연방 수사국(FBI)에선 스타인벡을 공산주의자로 의심하고, 《분노의 포도》가 반미선전에 이용될 것을 우려하였다. 스타인벡은 당시 FBI의 수사국장이자 우파인 에드거 후버의 감시에 분노하여 “에드거의 똘마니들이 내 뒤를 밟지 않게 해줄 수 있겠소? 짜증이 나는군요.”라는 편지를 법무장관에 보냈다. 이 작품은 후에 퓰리처상을 수상했다.
그외 작품으로는 《불만의 겨울》과 《달은 지다》《에덴의 동쪽》등이 있다.

### 종교관
스타인벡은 성바울 성공회에 속해 있었고, 성공회에 평생동안 가입되어 있었다.  그의 소설 중 다수는 기독교의 색채가 강하게 묻어 있으며, 특히 성경과 성공회 교리 즉 로마 가톨릭과 개신교를 혼합한 형태를 드러내고 있다.  특히 분노의 포도에서는 카시와 톰이 회개를 통해 영적인 초월을 경험하는 것을 포함한다.

## 저서
- Cup of Gold (1929)
- The Pastures of Heaven (1932)
- 붉은 망아지 The Red Pony (1933)
- To a God Unknown (1933)
- 토르티야 마을 이야기 Tortilla Flat (1935)
- 의심스러운 싸움 In Dubious Battle (1936)
- 생쥐와 인간 Of Mice and Men (1937)
- The Long Valley (1938)
- 분노의 포도 (The Grapes of Wrath) (1939)
- The Forgotten Village (1941)
- Sea of Cortez: A Leisurely Journal of Travel and Research (1941)
- The Moon Is Down (1942)
- Bombs Away: The Story of a Bomber Team (1942)
- 통조림공장 골목 Cannery Row (1945)
- The Wayward Bus (1947)
- 진주 (소설) The Pearl (1947)
- A Russian Journal (1948)
- Burning Bright (1950)
- The Log from the Sea of Cortez (1951)
- 에덴의 동쪽 (소설) East of Eden (1952)
- 달콤한 목요일 Sweet Thursday (1954)
- The Short Reign of Pippin IV: A Fabrication (1957)
- Once There Was A War (1958)
- The Winter of Our Discontent (1961)
- 찰리와 함께한 여행 Travels with Charley: In Search of America (1962)
- America and Americans (1966)
- Journal of a Novel: The East of Eden Letters (1969)
- Viva Zapata! (1975)
- The Acts of King Arthur and His Noble Knights (1976)
- Working Days: The Journals of The Grapes of Wrath (1989)